# 金-198
金-198（198Au）是金的一种人造放射性同位素，会β衰变成稳定的198Hg，半衰期 2.697天。
198Au的性质使其得到广泛研究。它可用于癌症治疗，也用于水文学的放射性示踪剂和研究核武器。

## 发现
恩里科·费米等人在1935年就可能发现了198Au，但没有正确识别出它。198Au最终在1937年通过197Au的中子捕获识别出来，半衰期约为2.7天。

## 应用

### 放射性药物
198Au可以治疗某些癌症。198Au的半衰期和衰变能量可以穿透4毫米的组织，这使它可以破坏肿瘤而不伤害附近的正常组织。出于这个原因，注射198Au纳米粒子被研究作为前列腺癌的治疗方法。

### 放射性示踪剂
水流的沉积物可用像是198Au的放射性示踪剂研究。放射性示踪剂在1950年代可以制造人造同位素后被广泛使用，作为对其它追踪方法的补充。
198Au也用于研究炼油厂焦化装置内部的流体动力学行为，并以此量化内部的结垢程度。

### 核武器
金被提议用于制造盐弹。盐弹是在热核武器外层涂上一层197Au（金唯一的稳定同位素）而成的。当热核武器爆炸时，它产生的大量中子会被197Au捕获并转变成198Au。198Au会放出0.411 MeV的γ射线，显著增加辐射尘的放射性。这种武器未被制造、测试和使用。